# مقتل وديع الفيوم
في 14 أكتوبر 2023، قُتل وديع الفيوم، وهو طفل أمريكي من أصل فلسطيني يبلغ من العمر ستة أعوام، عندما تعرض للطعن 26 مرة في منزله في بلاينفيلد، إلينوي، في حدث وصفته السلطات بأنه هجوم مناهض للمسلمين ومُعادٍ للفلسطينيين. كما تعرضت والدته (32 عاما) للطعن والاختناق، مما أدى إلى إصابتها بجروح خطيرة. كان القتل بسبب عقيدتهما الإسلامية، في سياق الحرب التي تخوضها إسرائيل على غزة.
وقال مجلس العلاقات الأمريكية الإسلامية إن الضحيتين يعيشان في الطابق الأرضي من المنزل منذ عامين، وإن المشتبه به هو مالك المنزل.
تم القبض على المشتبه به، جوزيف تشوبا، البالغ من العمر 71 عامًا، ووجهت إليه اتهامات بالقتل والشروع في القتل وارتكاب جرائم كراهية. وفي حالة إدانته، فإنه يواجه عقوبة السجن مدى الحياة دون إمكانية الإفراج المشروط.

## الجريمة
وفقا للسلطات الأمريكية، فإنه بحوالي الساعة 11:38 من صباح يوم 14 أكتوبر 2023، طرق جوزيف تشوبا باب منزل وديع الفيوم البالغ من العمر ست سنوات وحنان شاهين البالغة من العمر 32 عامًا. هاجم شاهين وحاول خنقها وطعنها، وقد صرخ في وجهها قائلاً: "أنتم أيها المسلمون، يجب أن تموتوا". خدشته شاهين ثم ركضت إلى الحمام واتصلت بالرقم 911. وعندما خرجت وجدت الفيوم مصابا بعدة طعنات. وتم نقل الطفل وشاهين إلى المستشفى، حيث أعلن وفاة الطفل فيما تتلقى الأم العلاج في حالة حرجة. وتم القبض على المشتبه به خارج المنزل فور وصول الشرطة إلى مكان الحادث.

## ردود الفعل

### التحقيق والإجراءات القانونية
ذكرت السلطات أن الدافع وراء الهجوم هو التطرف المناهض للمسلمين والفلسطينيين في أعقاب تصعيد الصراع الفلسطيني الإسرائيلي في أكتوبر 2023. اتهم المدعون القاتل تشوبا بالقتل من الدرجة الأولى، ومحاولة القتل من الدرجة الأولى، والضرب المشدد بسلاح قاتل، وتُهمتين بارتكاب جرائم كراهية. وفي حالة إدانته فإنه يواجه عقوبة السجن مدى الحياة.
في 15 أكتوبر 2023، فتح المدعي العام للولايات المتحدة ميريك غارلاند ووزارة العدل الأمريكية تحقيقًا فيدراليًا في جرائم الكراهية في الهجوم.

### تفاعلات
أثار الهجوم العديد من البيانات العامة والإدانة من المسؤولين والمنظمات العامة، بما في ذلك حاكم إلينوي جي بي بريتزكر، وأعضاء مجلس الشيوخ الأمريكي تامي دوكوورث وديك دوربين،  ورابطة مكافحة التشهير، ومجلس العلاقات الأمريكية الإسلامية. كما أدان الرئيس الأمريكي جو بايدن الهجوم في بيان عام.

### معاداة القضية الفلسطينية
جاء مقتل الطفل الفيومي وإصابة والدته، ضمن حملة أمريكية من التحريض على العرب والمسلمين، في أعقاب عملية "طوفان الأقصى"، إذ شهدت الولايات المتحدة الأمريكية، حملة واسعة معادية للتضامن مع القضية الفلسطينية وقطاع غزة، وتحريض واسع وإلغاء استضافة فنانين وكتاب وطرد موظفين من أعمالهم، نتيجة موقفهم المناهض للحرب الإسرائيلية على قطاع غزة.